# Gioacchino Greco
Gioacchino Greco (1600 - ca 1634) var en italiensk schackspelare som levde under 1600-talet. Schacköppningen siciliansk öppning är uppkallat efter honom.